# Новогригор'євка
Новогриго́р'євка (рос. Новогригорьевка) — селище у складі Акбулацького району Оренбурзької області, Росія.

## Населення
Населення — 524 особи (2010; 633 у 2002).
Національний склад (станом на 2002 рік):
- росіяни — 48 %
- казахи — 36 %